# Proctacanthus lerneri
Proctacanthus lerneri är en tvåvingeart som beskrevs av Charles Howard Curran 1951. Proctacanthus lerneri ingår i släktet Proctacanthus och familjen rovflugor. Inga underarter finns listade i Catalogue of Life.